# Louis Charles Parisot
Louis Charles Parisot est un naturaliste français, né le 19 septembre 1820 à Belfort et mort le 21 avril 1890 à Nancy.
Il fait ses études à Belfort et est diplômé de pharmacie. Il s’intéresse à la zoologie, à la botanique et principalement à la géologie.
Il est conseiller municipal en 1860 de Belfort, puis maire-adjoint et enfin maire de la ville de 1872 à 1880 puis de 1884 à 1887. Membre de Société d'émulation du Doubs depuis 1855, il participa à la fondation de la Société belfortaine d’émulation en 1872 qu’il dirigea en 1881.

## Sources
- André Charpin et Gérard-Guy Aymonin (2004), Bibliographie sélective des Flores de France. V. Notices biographiques sur les auteurs cités : P-Z et compléments. Le Journal de Botanique de la Société botanique de France, 27 : 47-87. Mémoires de la Société d'émulation du Doubs, 1880, p. 369.